# Lottie Hellingman
Lottie Hellingman (Middenbeemster, 7 agosto 1977) è un'attrice e doppiatrice olandese.

## Biografia
È madre single di una figlia.

## Filmografia
- Flikken - Coppia in giallo (Flikken Maastricht) - serie TV (2018)
- Anne Frank, la mia migliore amica (Mijn beste vriendin Anne Frank) - regia di Ben Sombogaart (2021)

## Doppiaggio

### Televisione
- Dora in Dora l'esploratrice (stagioni 1-6)
- Maria Wong in Sorriso d'argento
- Anzu Mazaki in Yu-Gi-Oh!
- Cassidy e Sakura in Pokémon
- Sandy in Spongebob
- Sam in Totally Spies! - Che magnifiche spie! (Stagione 1)
- Pepper in Hamtaro
- Yin in Yin Yang Yo!
- Heloise in Jimmy Jimmy
- Ingrid Third in Fillmore!
- Calley in Chuggington
- Anna in Anfibia
- Della Duck in DuckTales
- Gemma in Dragons - Squadra di salvataggio

### Cinema
- Trudy in Bee Movie
- Raperonzolo in Shrek Terzo
- Grace Winslow in I Puffi, I Puffi 2